# Marco Pischorn
Marco Pischorn est un footballeur allemand né le 1er janvier 1986 à Mühlacker.